# Generalversammlung

Beispiel einer Generalversammlung, hier der Swissair, einer Schweizer Aktiengesellschaft aus dem Jahr 1983.

Die Generalversammlung oder Hauptversammlung ist ein Organ von privaten wie öffentlich-rechtlichen Vereinigungen.

## Weitere Einzelheiten

### Deutschland
Eine General- oder Hauptversammlung wird üblicherweise von einem Mitglied der Geschäftsleitung geleitet, welches durch die Tagesordnung führt. Übliche Tagesordnungspunkte sind z. B. Bestimmung eines Protokollführers, Wahl der Stimmenzähler und die Vorstellung des Jahresberichts.
Eine Generalversammlung ist nur dann beschlussfähig, wenn 20 Tage vorher eine Einladung an alle Gesellschafter (oder an deren letzte bekannte Anschrift) versandt wurde.
In der eingetragenen Genossenschaft nach Deutschem Recht besteht der Vorstand aus mindestens zwei Mitgliedern und führt die Geschäfte und der Aufsichtsrat aus mindestens drei Mitgliedern und überwacht den Vorstand.

### Österreich
In einer GmbH nach österreichischem Recht besteht die Generalversammlung aus allen Gesellschaftern und der Geschäftsführung. Die Geschäftsführung einer GmbH ist im Unterschied zum Vorstand einer AG an die Weisungen der Generalversammlung gebunden.

### Schweiz
Nach Schweizer Recht wird der Begriff Generalversammlung (französisch assemblée générale, italienisch assemblea generale. rätoromanisch radunanza generala) umfassend für das höchste Organ der juristischen Personen (Aktiengesellschaft (Art. 623 OR), GmbH, Genossenschaft, Stiftung und Verein) verwendet, zudem von eingetragenen Genossenschaften, dazu in Körperschaften des öffentlichen Rechts. Sie kann z. B. aus allen Mitgliedern (oder denen, die der Einladung folgen) bestehen oder aus von den Mitgliedern gewählten Vertretern (Vertreterversammlung). Die Generalversammlung in einem Wirtschaftsunternehmen entspricht demnach einer Hauptversammlung nach Deutschem Recht.

### Weitere
Auch wissenschaftliche Gesellschaften verwenden den Begriff der Generalversammlung (englisch general assembly), meinen damit allerdings meistens ihre großen Tagungen im Jahres- oder Mehrjahresrhythmus.
Weitere Beispiele:
- Generalversammlung der Vereinten Nationen
- Generalversammlung von Uruguay